# Amanzia
Amanzia — рід динозаврів з клади Eusauropoda, що існував у пізній юрі, близько 157–154 млн років тому. Відносно невеликий завропод, не довше 10 м.
Рештки були зібрані у 1860-х роках на території Швейцарії поблизу Мутьє. Оскільки їх знайшли разом із тероподними зубами, рештки віднесли до Megalosaurus  meriani. У 1920-х їх ідентифікували, як новий вид завроподів, Ornithopsis greppini, а потім як вид Cetiosauriscus (C. greppini). У 2020 відділено в окремий рід Amanzia.
Описано один вид — Amanzia greppini. Родова назва на честь Аманца Греслі.

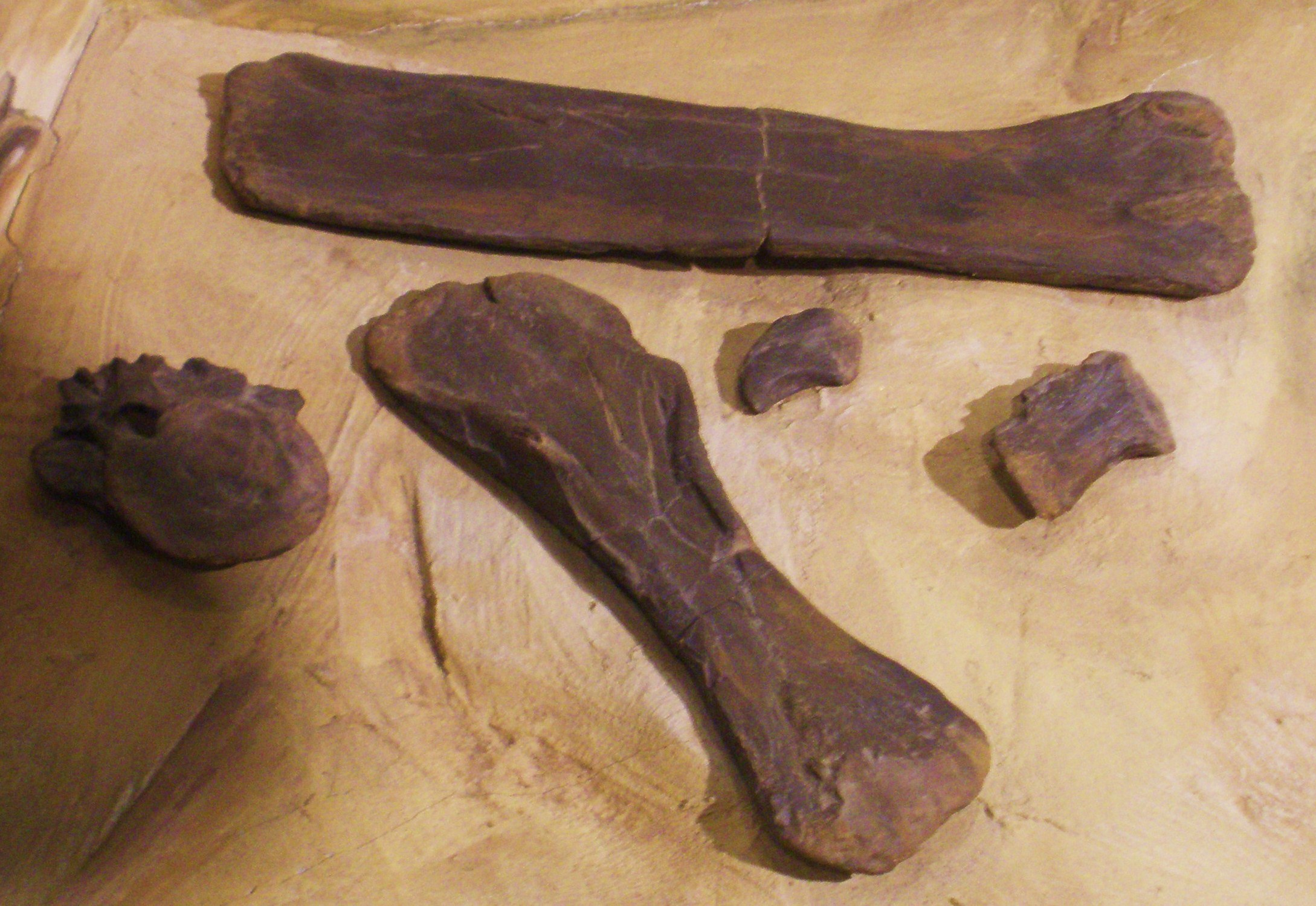
Плечова кістка, частина стегнової кістки, два хребці і кінцева фаланга